# Lilli Zapf
Anna Mathilde „Lilli“ Zapf (* 5. Januar 1896 in Nördlingen; † 12. Dezember 1982 in Tübingen) war eine deutsche Sekretärin und Heimatforscherin. Sie beschäftigte sich mit der Geschichte der Tübinger Juden, über die sie 1974 ein Buch veröffentlichte.

## Leben

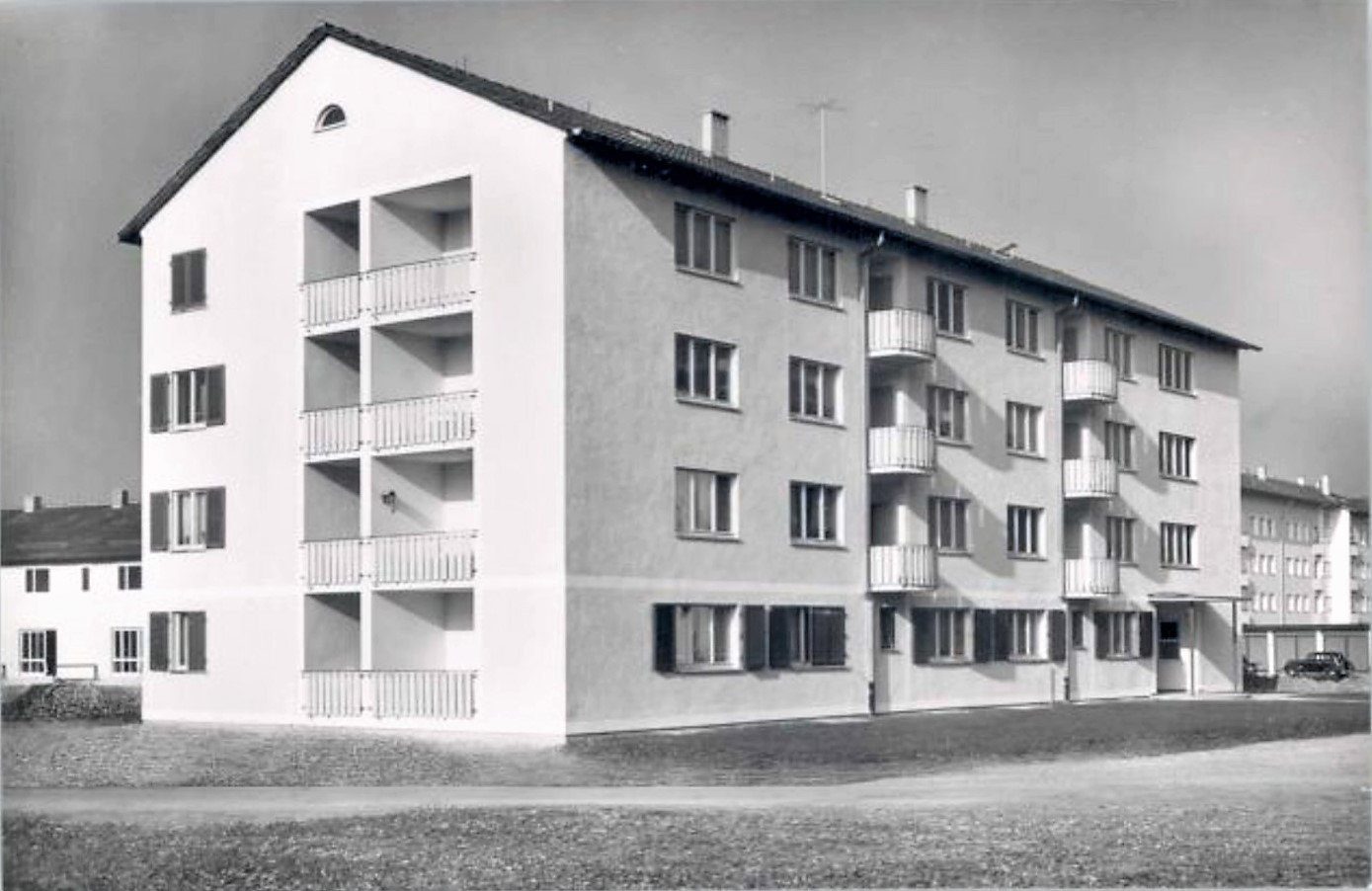
Gertrud-Bäumer-Haus (um 1955)

Anna Mathilde Zapf, die selbst aber immer die Namensform Lilli verwendete, war die Tochter des Kgl. Württ. Staatsbahnoberinspektors Michael Zapf und seiner Frau Anna, geborene Lindenmeier. Sie wuchs in Nördlingen auf, lebte aber in den dreißiger Jahren in Berlin, wo sie 1932 ein Schreibbüro eröffnete. Sie hatte dort auch viele jüdische Kunden, mit denen sie freundschaftliche Beziehungen unterhielt – dies führte 1935 dazu, dass sie als „Judenfreundin“ denunziert und ihre Wohnung durchsucht wurde. Sie floh in die Niederlande und arbeitete dort als Sekretärin des Juristen Hendrik George van Dam (der nach dem Zweiten Weltkrieg der erste Generalsekretär des Zentralrats der Juden in Deutschland werden sollte). Nachdem er 1940 nach England geflohen war, lebte sie mit seiner Mutter im Untergrund.
Nach der Befreiung blieb sie zunächst noch in den Niederlanden und kehrte 1949 nach Deutschland zurück. Sie lebte kurz bei ihrem Bruder in der Oberpfalz und kam 1950 nach Tübingen, wo sie bis zu ihrer Pensionierung als Sekretärin am Tropeninstitut arbeitete. Von 1955 bis zu ihrem Tod wohnte sie im Frauenhaus „Gertrud-Bäumer-Haus“ in der Memmingerstraße 18 und gehörte zur evangelischen Eberhardskirchengemeinde.
1982 ist sie in Tübingen gestorben. Sie wurde in Nördlingen beigesetzt, 2005 wurde ihre Urne auf den Tübinger Stadtfriedhof überführt.

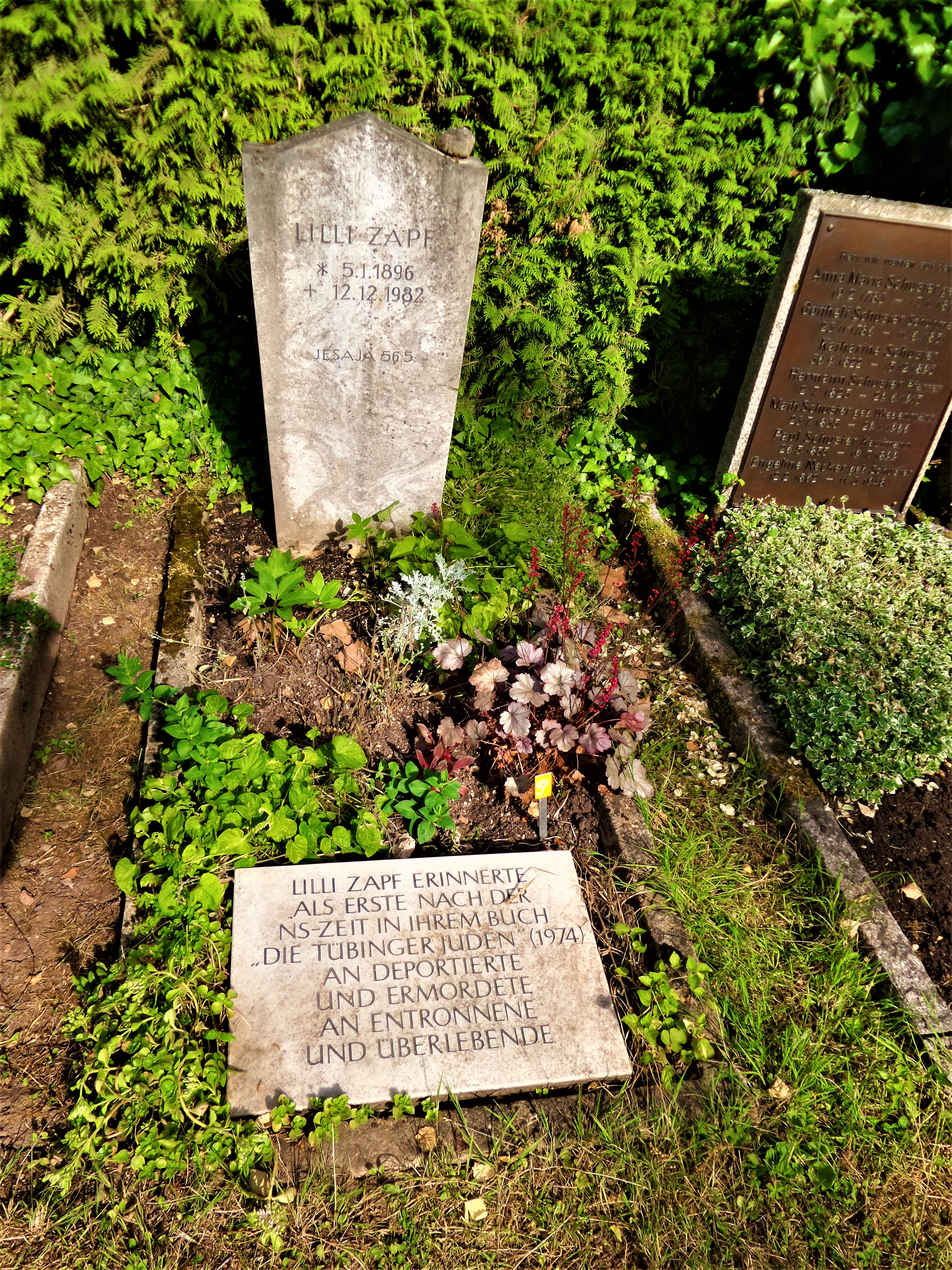
Grab von Lilli Zapf auf dem Tübinger Stadtfriedhof

## Werk
Ab Mitte der 1960er Jahre machte Lilli Zapf es sich zur Aufgabe, dem Schicksal der Tübinger Juden nachzuforschen. Von keiner offiziellen Stelle unterstützt, sondern teilweise eher behindert, sammelte sie eine Vielzahl von Informationen aus Archiven, von Ämtern, von Tübinger Juden, die in der Emigration überlebt hatten, und von Tübinger Bürgern. Sie tat dies aus christlicher Überzeugung und mit dem Ziel, möglichst viele Informationen dem Vergessen zu entreißen. Sie war damit eine Pionierin der Vergangenheitsbewältigung in einer Zeit, in der dieses Thema noch nicht auf der Tagesordnung stand.
1974 erschien ihr Buch Die Tübinger Juden zum ersten Mal (weitere Auflagen 1978, 1981, 2008 und 2018) und gilt heute als Musterbeispiel der vorbildlichen Aufarbeitung der Situation in einer konkreten Stadt: „Ich kenne keine Darstellung über die Judenverfolgung 1933 bis 1938, die sich an Gründlichkeit, aber auch an menschlichem Einfühlungsvermögen des Autors mit dieser messen kann. Hier ist für den überschaubaren städtischen Bereich ein Maximum an Aufklärungsarbeit geleistet worden.“ (Paul Sauer, ehemaliger Direktor des Stadtarchivs Stuttgart).

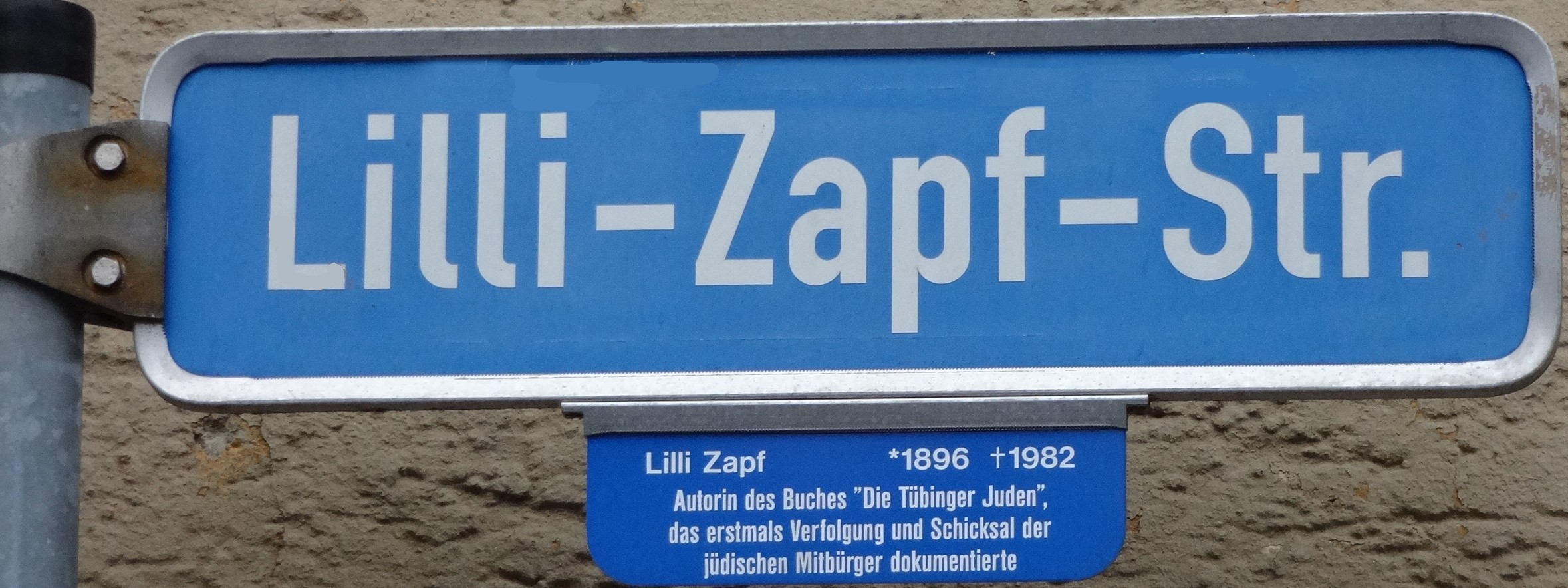
Lilli-Zapf-Straße

## Ehrungen
Lilli Zapf wurde erst gegen Ende ihres Lebens Anerkennung zuteil. 1981 erlebte sie noch die Genugtuung, dass die Stadt Tübingen ihrer seit langem vorgetragenen Anregung, ehemalige jüdische Mitbürger einzuladen, folgte. Im April 1982, wenige Monate vor ihrem Tod, erhielt sie die Tübinger Bürgermedaille.
1996 wurde eine Straße im Loretto-Viertel, in der Tübinger Südstadt, nach ihr benannt. 
2001 stiftete der hierzu eigens gegründete „Verein zur Verleihung des Lilli-Zapf-Jugendpreis e.V.“ den „Lilli-Zapf-Jugendpreis“, der jährlich von Jugendlichen für engagierte Jugendliche am Holocaust-Gedenktag vergeben wird.